# Stazione di Airole
Stazione di Airole vasútállomás Olaszországban, Airole településen.

## Vasútvonalak
Az állomást az alábbi vasútvonalak érintik:
- Cuneo-Limone-Ventimiglia-vasútvonal

## Kapcsolódó állomások
A vasútállomáshoz az alábbi állomások vannak a legközelebb:
- Stazione di Bevera
- Stazione di Olivetta San Michele
- Stazione di Airole (1914)